# Canadian Screen Awards 2013
Die erste Verleihung der Canadian Screen Awards, die jährlich von der Academy of Canadian Cinema & Television (ACCT) vergeben werden, fand am 3. März 2013 im Sony Centre for the Performing Arts im kanadischen Toronto statt.
Es handelte sich um die Erstverleihung des Awards, der den Filmpreis Genie Award und den Fernsehpreis Gemini Award ersetzt und zu einer Veranstaltung zusammen fasst. Dazu kommen noch Preise für digitale Medien.
Die Nominierungen wurden am 15. Januar 2013 bekanntgegeben. Martin Short war der Moderator der Veranstaltung.

## Gewinner und Nominierte im Bereich Film

### Bester Film
Rebelle
L'Affaire Dumont
Inch'Allah
Laurence Anyways
Mitternachtskinder (Midnight’s Children)
Für immer dein (Still Mine)

### Beste Regie
Kim Nguyen – Rebelle
Xavier Dolan – Laurence Anyways
Michael Dowse – Goon – Kein Film für Pussies (Goon)
Bernard Émond – Tout ce que tu possèdes
Deepa Mehta – Mitternachtskinder (Midnight’s Children)

### Bester Hauptdarsteller
James Cromwell – Für immer dein (Still Mine) 
Patrick Drolet – Tout ce que tu possèdes
Marc-André Grondin – L'Affaire Dumont
David Morse – Collaborator
Melvil Poupaud – Laurence Anyways

### Beste Hauptdarstellerin
Rachel Mwanza – Rebelle
Évelyne Brochu – Inch'Allah
Geneviève Bujold – Für immer dein (Still Mine)
Marilyn Castonguay – L'Affaire Dumont
Suzanne Clément – Laurence Anyways

### Bester Nebendarsteller
Serge Kanyinda – Rebelle
Jay Baruchel – Goon – Kein Film für Pussies (Goon)
Kim Coates – Goon – Kein Film für Pussies (Goon)
Stephan James – Home Again
Elias Koteas – Winnie

### Beste Nebendarstellerin
Seema Biswas – Mitternachtskinder (Midnight’s Children) 
Fefe Dobson – Home Again
Alice Morel-Michaud – Die Pee-Wees – Rivalen auf dem Eis (Les Pee-Wee 3D: L'hiver qui a changé ma vie)
Gabrielle Miller – Moving Day
Sabrina Ouazani – Inch'Allah

### Bestes Originaldrehbuch
Kim Nguyen – Rebelle
Jason Buxton – Bye Bye Blackbird (Blackbird)
Xavier Dolan – Laurence Anyways
Bernard Émond – Tout ce que tu possèdes
Michael McGowan – Für immer dein (Still Mine)

### Bestes adaptiertes Drehbuch
Salman Rushdie – Mitternachtskinder (Midnight’s Children) 
Jay Baruchel & Evan Goldberg – Goon – Kein Film für Pussies (Goon)
David Cronenberg – Cosmopolis
Anita Doron – The lesser Blessed
Martin Villeneuve – Mars et Avril

### Bester Dokumentarfilm
Stories We Tell
Alphée of the Stars
Indie Game: The Movie
Over My Dead Body
The World Before Her

### Bester Dokumentar-Kurzfilm
The Boxing Girls of Kabul
The Fuse: Or How I Burned Simon Bolivar
Keep a Modest Head
Let the Daylight Into the Swamp
Three Walls

### Bester Kurzfilm
Throat Song
First Snow
Frost
Chef de Meute
Le Futur Proche

### Bester animierter Kurzfilm
Paula
Bydlo
Demoni
Edmond Était un Âne

### Bestes Szenenbild
Emmanuel Fréchette und Josée Arsenault – Rebelle
Arvinder Grewal – Antiviral
André Guimond – L'Affaire Dumont
Dilip Mehta – Mitternachtskinder (Midnight’s Children)
Anne Pritchard – Laurence Anyways

### Beste Kamera
Nicolas Bolduc – Rebelle
Philippe Lavalette – Inch'Allah
Giles Nuttgens – Mitternachtskinder (Midnight’s Children)
Bobby Shore – Goon – Kein Film für Pussies (Goon)
Brendan Steacy – Für immer dein (Still Mine)

### Bestes Kostümdesign
Xavier Dolan und François Barbeau – Laurence Anyways
Patricia J. Henderson – Mad Ship
Wendy Partridge – Resident Evil: Retribution
Wendy Partridge – Silent Hill: Revelation
Éric Poirier – Rebelle

### Bester Schnitt
Richard Comeau – Rebelle
Roderick Deogradess – Für immer dein (Still Mine)
Valérie Héroux – L'Affaire Dumont
Sophie Leblond – Inch'Allah
Kimberlee McTaggart – Bye Bye Blackbird (Blackbird)

### Bester Ton
Claude La Haye, Daniel Bisson und Bernard Gariépy Strobl – Rebelle
Sylvain Arseneault, Steph Carrier, Lou Solakofski und Don White – Mitternachtskinder (Midnight’s Children)
Philip Stall, Ian Rankin und Lou Solakofski – Antiviral
Zander Rosborough und Allan Scarth – The Disappeared

### Bester Tonschnitt
Martin Pinsonnault, Jean-François Sauvé, Simon Meilleur und Claire Pochon – Rebelle
Pierre-Jules Audet, Michelle Cloutier, Thierry Bourgault D'Amico, Nathalie Fleurant und Cédrick Marin –  L'Affaire Dumont
Stephen Barden, Steve Baine, Kevin Banks, Alex Bullick und Jill Purdy – Resident Evil: Retribution
Sylvain Brassard, Stéphane Cadotte, Isabelle Favreau und Philippe Racine – Laurence Anyways
Allan Scarth, Bob Melanson, Zander Rosborough und Cory Tetford – The Disappeared

### Beste Filmmusik
Howard Shore – Cosmopolis
Benoît Charest – Mars et Avril
Noia – Laurence Anyways
Don Rooke, Hugh Marsh und Michelle Willis – Für immer dein (Still Mine)
E. C. Woodley – Antiviral

### Bester Filmsong
„Long to Live“ von Emily Haines, James Shaw und Howard Shore – Cosmopolis
„Wanting“ von Erland and The Carnival – Rufus
„Out of Sight“ von Erland and The Carnival – Rufus

### Bestes Make-up
Colleen Quinton und Kathy Kelso – Laurence Anyways
Katie Brennan, Karola Dirnberger und Paul Jones – Silent Hill: Revelation
Cathie Davies-Irvine und Trason Fernandes – Antiviral
Brenda Magalas und Lori Caputi – Goon – Kein Film für Pussies (Goon)
Marlène Rouleau und André Duval – L'Affaire Dumont

### Beste visuelle Effekte
Dennis Berardi, Jason Edwardh, Matt Glover, Trey Harrell, Leann Harvey, Jo Hughes, Ethan Lee, Scott Riopelle, Eric Robinson und Kyle Yoneda – Resident Evil: Retribution
Dennis Berardi, Keith Acheson, Michael Borrett, Wilson Cameron, Michael DiCarlo, Tom Nagy, Britton Plewes, Scott Riopelle, Matt Whelan und Wojciech Zielinski – Silent Hill: Revelation
Carlos Monzón, Martin Belleau, Dominic Daigle, Nathalie Dupont, Gaël Hollard, Benoît Ladouceur, Viviane Levesque Bouchard, Jérémie Lodomez, Anie Normandin und Alexandra Vaillancourt – Mars et Avril
Ève Brunet, Marc Morissette und Alexandra Vaillancourt – Rebelle
Ralph Maiers, Debora Dunphy, John Fukushima, Patrick Kavanaugh, Bill Martin, Chris Philips, Jeremy Price, Kenton Rannie und Lauren Weidel – Mitternachtskinder (Midnight’s Children)

## Gewinner und Nominierte im Bereich Fernsehen (Auswahl)

### Beste Dramaserie
Flashpoint – Das Spezialkommando (Flashpoint)
Arctic Air
Bomb Girls
Continuum
King

### Bester Hauptdarsteller in einer Dramaserie
Enrico Colantoni – Flashpoint – Das Spezialkommando (Flashpoint)
Andra Fuller – The L.A. Complex
Elias Koteas – Combat Hospital
Luke Mably – Combat Hospital
Steven Cree Molison – Blackstone

### Beste Hauptdarstellerin in einer Dramaserie
Meg Tilly – Bomb Girls
Erica Durance – Saving Hope
Erin Karpluk – Being Erica – Alles auf Anfang (Being Erica)
Amy price-Francis – King
Emily Rose – Haven

### Bester Nebendarsteller in einer Dramaserie oder einem Dramafilm
Peter Outerbridge – John A.: Birth of a Country
Michael Cram – Flashpoint – Das Spezialkommando (Flashpoint)
Sergio Di Zio – Flashpoint – Das Spezialkommando (Flashpoint)
Ryan Kennedy – Hannah's Law
Peter Mooney – Camelot

### Beste Nebendarstellerin in einer Dramaserie oder einem Dramafilm
Wendy Crewson – Saving Hope
Georgina Lightning – Blackstone
Enuka Okuma – Rookie Blue
Kelly Rowan – Internet-Mobbing (Cyberbully)
Ksenia Solo – Lost Girl

### Beste Comedyserie
Less Than Kind
Good God
Kenny Hotz’s Triumph of the Will
Michael: Every Day
Mr. D

### Bester Hauptdarsteller in einer Comedyserie oder einem Comedyspecial
Gerry Dee – Mr. D
Ryan Belleville – Almost Heroes
Shaun Majumder – This Hour Has 22 Minutes
Bob Martin – Michael: Every Day
Tommie-Amber Pirie – I, Martin Short, Goes Home

### Beste Hauptdarstellerin in einer Comedyserie oder einem Comedyspecial
Wendel Meldrum – Less Than Kind
Jennifer Irwin – Mr. D
Cathy Jones – This Hour Has 22 Minutes
Nathalie Lisinka – InSecurity
Bob Martin – Michael: Every Day

### Bester Nebendarsteller in einer Comedyserie oder einem Comedyspecial
Stuart Margolin – Call Me Fitz
Benjamin Ayres – Less Than Kind
Tyler Johnston – Less Than Kind
Ross McMillan – Less Than Kind
Jason Weinberg – Good God

### Beste Nebendarstellerin in einer Comedyserie oder einem Comedyspecial
Joanna Cassidy – Call Me Fitz
Keana Bastidas – The Yard
Samantha Bee – Good God
Catherine Fitch – Living in Your Car
Jud Tylor – Good God

### Beste Animationssendung
Producing Parker
A wie Abgefahren (Rated A for Awesome)
Banana Cabana (Almost Naked Animals)
Jack

### Beste Miniserie oder Fernsehfilm
Magic Beyond Words – Die zauberhafte Geschichte der JK Rowling (Magic Beyond Words)
Internet-Mobbing (Cyberbully)
Sunshine Sketches of a Little Town
Keep Your Head Up, Kid: The Don Cherry Story

### Bester Hauptdarsteller in einer Miniserie oder einem Fernsehfilm
Shawn Doyle – John A.: Birth of a Country
Jared Keeso – Keep Your Head Up, Kid: The Don Cherry Story
Donal Logue – Sunshine Sketches of a Little Town
Tim Rozon – Befriend and Betray

### Beste Hauptdarstellerin in einer Miniserie oder einem Fernsehfilm
Emily Osment – Internet-Mobbing (Cyberbully) 
Jill Hennessy – Sunshine Sketches of a Little Town
Poppy Montgomery – Magic Beyond Words – Die zauberhafte Geschichte der JK Rowling (Magic Beyond Words)

### Beste fiktionale Kinder- oder Jugendserie
Degrassi
R. L. Stine’s The Haunting Hour (The Haunting Hour: The Series)
Mudpit
That’s So Weird!
What’s Up Warthogs!

### Beste internationale Dramaserie
Die Borgias (The Borgias)
Das Karmesinrote Blütenblatt (The Crimson Petal and the White)
Titanic – Blood and Steel

## Ehrenpreise

### Claude Jutra Award
Jason Buxton – Bye Bye Blackbird (Blackbird) 

### Golden Reel Award
Resident Evil: Retribution